# Physoschistura
Genre
Physoschistura est un genre de poissons d'eau douce téléostéens de la famille des Nemacheilidae (ordre des Cypriniformes). Ces poissons sont communément appelés « loches de pierre » et, pour la plupart, originaires de l'Asie du Sud-Est.

## Liste des espèces
Selon World Register of Marine Species (23 décembre 2023) :
- Physoschistura absumbra Endruweit, 2017[2]
- Physoschistura brunneana (Annandale, 1918)
- Physoschistura chindwinensis Lokeshwor & Vishwanath, 2012[3]
- Physoschistura chulabhornae Suvarnaraksha, 2013[4]
- Physoschistura dikrongensis Lokeshwor & Vishwanath, 2012[5]
- Physoschistura elongata Sen & Nalbant, 1982
- Physoschistura pseudobrunneana Kottelat, 1990
- Physoschistura ranikhetensis Singh & Das, 2019
- Physoschistura raoi (Hora, 1929)
- Physoschistura rivulicola (Hora, 1929)
- Physoschistura shanensis (Hora, 1929)
- Physoschistura tigrinum Lokeshwor & Vishwanath, 2012[6]
- Physoschistura tuivaiensis Lokeshwor, Vishwanath & Shanta, 2012[7]
- Physoschistura yunnaniloides Chen, Kottelat & Neely, 2011[8]

## Classification
Le nom valide complet (avec auteur) de ce taxon est Physoschistura Bănărescu & Nalbant, 1982.

## Publication originale
- (en) Petre M. Bănărescu et Teodor T. Nalbant, « New noemacheiline loaches from India (Pisces, Cobitidae) », Travaux du Muséum d'Histoire Naturelle "Grigore Antipa", Roumanie, vol. 23,‎ 1982 (pour 1981), p. 201-212.